# Cobre
O cobre é um elemento químico de símbolo Cu (do latim cuprum), número atômico 29 (29 prótons e 29 elétrons) e de massa atómica 63,54 u. À temperatura ambiente o cobre encontra-se no estado sólido.
Classificado como metal de transição, pertence ao grupo 11 (anteriormente denominado IB) da Classificação Periódica dos Elementos. É um dos metais mais importantes industrialmente, de coloração avermelhada, dúctil, maleável e bom condutor de eletricidade.
Conhecido desde a pré-história, o cobre é utilizado atualmente para a produção de materiais condutores de eletricidade (fios e cabos) e em ligas metálicas, como latão e bronze.

## História
O cobre foi provavelmente o primeiro metal minerado e trabalhado pelo homem. Foi originalmente obtido como um mineral nativo e posteriormente da fundição de minérios. Estimativas iniciais da descoberta do cobre sugerem por volta de 9 000 a.C. no Oriente Médio. Foi o mais importante dos materiais da humanidade durante a Era do Cobre e Bronze. Objetos de cobre de 6 000 a.C. foram encontrados em Çatal Höyük, Anatolia. Em 5 000 a.C. já se realizava a fusão e refinação do cobre a partir de óxidos como a malaquita e azurita. Os primeiros indícios de utilização do ouro não foram vislumbrados até 4 000 a.C. Descobriram-se moedas, armas, utensílios domésticos sumérios de cobre e bronze de 3 000 a.C., assim como egípcios da mesma época, inclusive tubos de cobre. Os egípcios também descobriram que a adição de pequenas quantidades de estanho facilitava a fusão do metal e aperfeiçoaram os métodos de obtenção do bronze; ao observarem a durabilidade do material representaram o cobre com o Ankh, símbolo da vida eterna.
Na antiga China o uso do cobre é conhecido desde, pelo menos, 2 000 anos antes da nossa era, e em 1 200 a.C. já fabricavam-se bronzes de excelente qualidade estabelecendo um manifesto domínio na metalurgia sem comparação com a do Ocidente. Na Europa o homem de gelo encontrado no Tirol (Itália) em 1991, cujos restos têm uma idade de 5 300 anos, estava acompanhado de um machado de cobre com uma pureza de 99,7%, e os elevados índices de arsênico encontrados em seu cabelo levam a supor que fundiu o metal para a fabricação da ferramenta.
O cobre é um metal de transição avermelhado, que apresenta alta condutibilidade elétrica e térmica, só superada pela da prata.
É possível que o cobre tenha sido o metal mais antigo a ser utilizado, pois se têm encontrado objetos de cobre de 8 700 a.C. Pode ser encontrado em diversos minerais e pode ser encontrado nativo, na forma metálica, em alguns lugares. Fenícios importaram o cobre da Grécia, não tardando em explorar as minas do seu território, como atestam os nomes das cidades Calce, Calcis e Calcitis (de χαλκος, bronze), ainda que tenha sido Chipre, a meio caminho entre Grécia e Egito, por muito tempo o país do cobre por excelência, ao ponto de os romanos chamarem o metal de aes cyprium ou simplesmente cyprium e cuprum, donde provém o seu nome. Além disso, o cobre foi representado com o mesmo signo que Vênus (a afrodite grega), pois Chipre estava consagrada a deusa da beleza e os espelhos eram fabricados com este metal. O símbolo, espelho de Vênus da mitologia e da alquimia, modificação do egípcio Ankh, foi posteriormente adotado por Carl Linné para simbolizar o gênero feminino(♀).
O uso do bronze predominou de tal maneira durante um período da história da humanidade que terminou denominando-se «Era do Bronze». O período de transição entre o neolítico (final da Idade da Pedra) e a Idade do Bronze foi denominado período calcolítico (do grego Chalcos), limite que marca a passagem da pré-história para a história.

## Isótopos
Na natureza são encontrados dois isótopos estáveis: Cu-63 e Cu-65, sendo o mais leve o mais abundante (69,17%). Se tem caracterizado 25 isótopos radioativos, sendo os mais estáveis o Cu-67, Cu-64 e Cu-61 com vidas médias de 61,83 horas, 12,7 horas e 3,333 horas respectivamente. Os demais radioisótopos, com massas atômicas desde 54,966 (Cu-55) a 78,955 (Cu-79), têm vidas médias inferiores a 23,7 minutos, e a maioria não alcançam os 30 segundos. O cobre apresenta, ainda, 2 estados metaestáveis.
Os isótopos mais leves que o Cu-63 estável se desintegram principalmente por captura eletrônica originando isótopos de níquel, os mais pesados que o isótopo Cu-65 estável se desintegram por emissão beta dando lugar a isótopos de zinco. O isótopo Cu-64 se desintegra dos dois modos, por captura eletrônica (69%) e os demais por desintegração beta.

## Características e propriedades

### Físicas

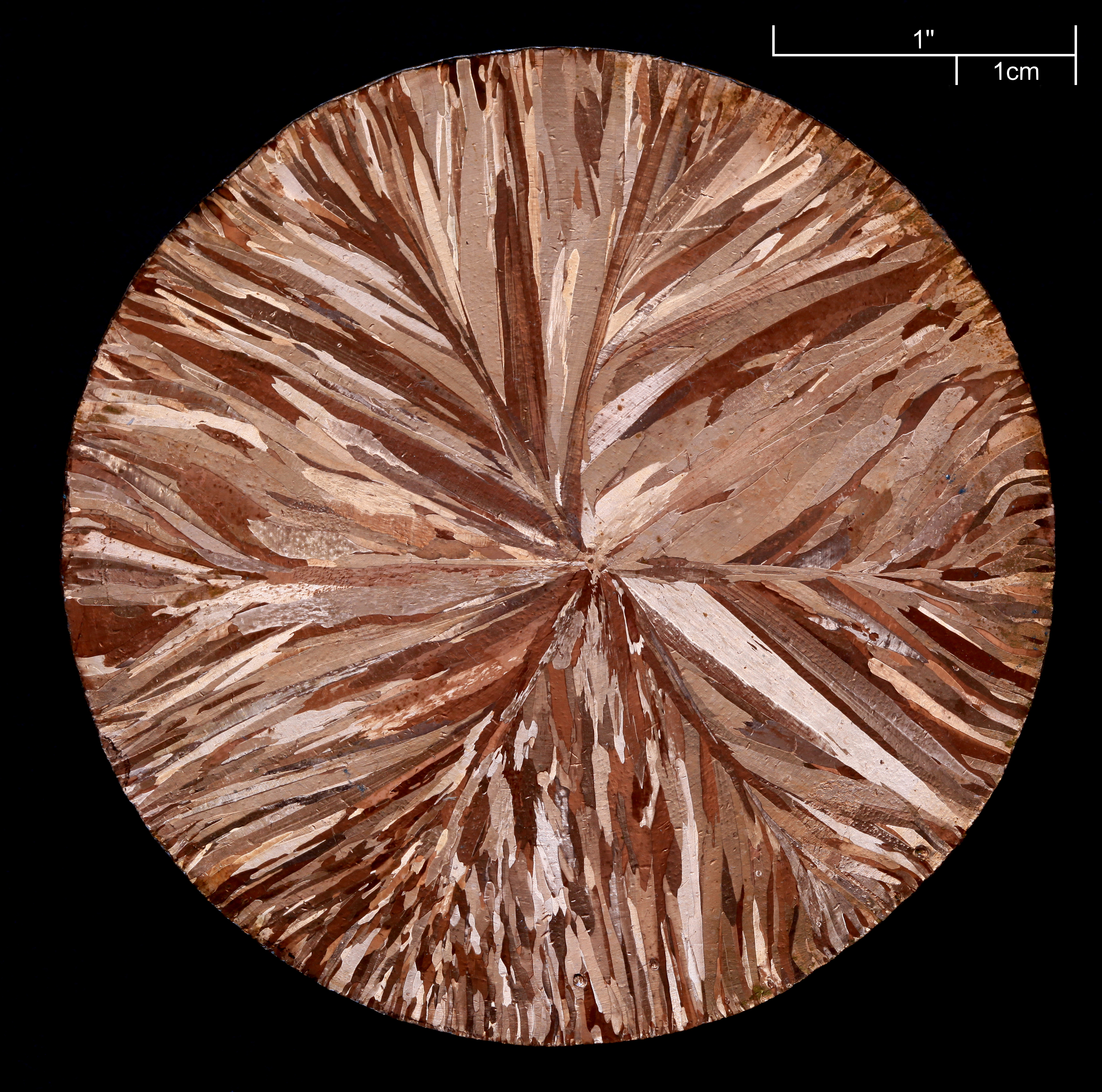
Um disco de cobre.

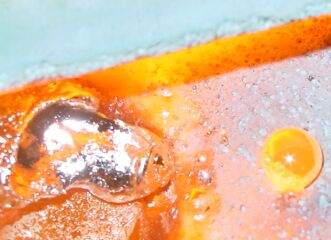
Cobre acima do seu ponto de fusão mantém sua cor rosa brilhante quando a luz da suficiente ofusca a cor laranja incandescente.

O cobre ocupa a mesma família na tabela periódica que a prata e o ouro. Em termos de estrutura eletrônica, o cobre tem um elétron orbital em cima de uma cheia escudo do elétron (o elétron que faz as ligações), que faz ligações metálicas. A prata e o ouro são semelhantes.
O cobre é normalmente fornecido, como quase todos os metais de uso industrial e comercial, em um grão fino de formulário policristalino. Metais policristalinos tem mais força do que formas monocristalinas, e a diferença é maior para o menor grão (de cristal) em tamanho. É facilmente trabalhado, sendo que ele tem ambas as propriedades de dúctil e maleável. A facilidade com que pode ser levado a cabo o torna útil para trabalhos elétricos, assim como sua alta condutividade elétrica.
O cobre tem um tom avermelhado, alaranjado ou cor acastanhada devido a uma fina camada de manchas (incluindo óxidos). O cobre puro é rosa ou cor de pêssego. Cobre junto de ósmio (azulada), césio e de ouro (tanto amarelo) são os únicos quatro metais elementais com uma cor natural que não o cinza ou prata. Cobre resultados cor característica de sua configuração eletrônica.

### Elétricas
A estrutura eletrônica torna comparáveis o cobre, prata e o ouro, semelhantes em muitos aspectos: os três têm alta condutividade térmica e elétrica, e os três são maleáveis. Entre os metais puros na temperatura ambiente, o cobre tem a segunda maior condutividade elétrica e térmica, depois da prata, com uma condutividade de 59,6 × 106S/m. Este valor alto é devido à praticamente todos os elétrons na camada de valência (um por átomo) tomarem parte na condução. O resultado são elétrons livres no montante de cobre para uma densidade de carga enorme de 13,6 × 109C/m3.
Esta alta densidade de carga é responsável pela mais lenta velocidade de deriva das correntes em cabos de cobre, onde a velocidade de deriva pode ser calculada como a relação entre a densidade da corrente de densidade de carga. Por exemplo, em uma densidade de corrente de 5 × 10 6A/m², a densidade de corrente máxima presente na fiação da casa e distribuição da rede, a velocidade de deriva é apenas um pouco mais de ⅓ mm/s.
Durante o século XX nos Estados Unidos, a popularidade temporária do alumínio para uso doméstico na fiação elétrica resultou em muitas casas com uma combinação de cobre e alumínio fiação necessitando o contato físico entre os dois metais para fornecer uma conexão elétrica. Devido a corrosão galvânica, algumas questões foram experimentadas por proprietários e empreiteiros de habitação. Em eletrônica, a pureza do cobre é expressa em noves: 4N para 99,99% e 6N para 99,9999%. Quanto maior o número, mais puro o cobre é.

## Química

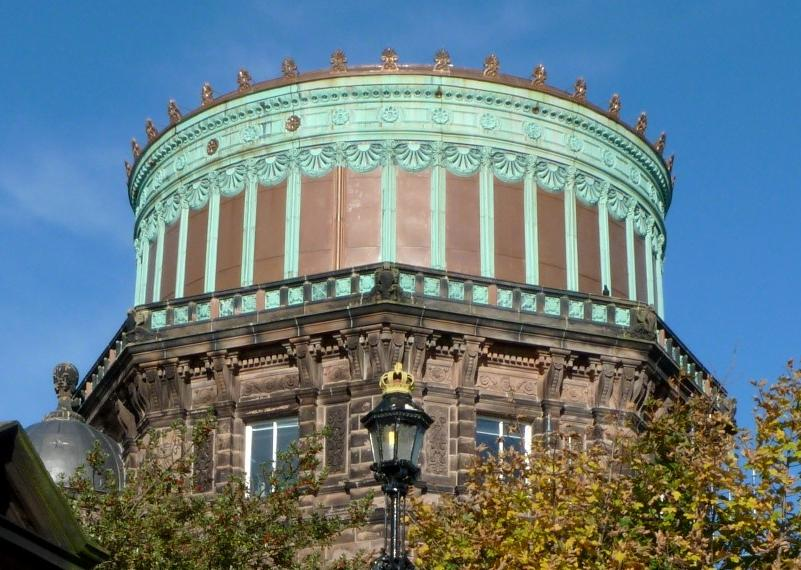
A Torre Leste do Observatório Real, Edimburgo, construída com cobre

O cobre forma uma rica variedade de compostos com estados de oxidação de +1 e +2. Ele não reage com água, mas reage lentamente com o oxigênio atmosférico, formando uma camada marrom escura de oxido de cobre.
Em contraste com a oxidação do ferro pelo ar úmido, essa camada de óxido para a corrosão. Uma camada verde de carbonato de cobre, chamado azinhavre, muitas vezes pode ser visto em construções antigas de cobre, como a Estátua da Liberdade, a maior estátua de cobre do mundo.
O cobre reage com o sulfeto de hidrogênio e com soluções contendo sulfeto, formando sulfetos de cobre diversos em sua superfície. Em soluções contendo sulfeto de cobre, é menos nobre do que o hidrogênio e a corrosão. Isto é observado no cotidiano, quando as superfícies metálicas de cobre são manchadas após a exposição ao ar que contêm compostos de enxofre.
Cobre dissolve lentamente em soluções contendo oxigênio e amoníaco para dar vários complexos solúveis em água com cobre. O cobre reage com uma combinação de oxigênio e ácido clorídrico para formar uma série de cloretos de cobre. (Verde-azul de cobre II), cloreto (quando fervido com metal de cobre, sofre comprapartinação para formar branco cobre (I) de cloro.
O cobre reage com uma mistura ácida de peróxido de hidrogênio para formar o correspondente sal de cobre:
Cu + 2 HX + H2O2 → CuX2 + 2 H2O

## Biologia
O cobre é um elemento essencial à vida em geral, participando no caso do organismo humano no processo de fixação do ferro na hemoglobina do sangue. Grandes concentrações são encontradas no cérebro e fígado.
Em certos organismos chega a assumir o papel do ferro em integrar moléculas responsáveis pelo transporte de oxigênio, a exemplo da hemocianina cuprosa, o que inusitadamente confere a esses animais um sangue de coloração azulada ao invés do vermelho tradicional. Através do sangue azul dos Límulos (uma espécie de caranguejo) produz-se uma substância conhecida por Limulus Amebocyte Lysate cujo poder bactericida e antiendotoxinas é bem conhecido. O litro de sangue desse animal chega a casa dos milhares de dólares no mercado associado. A sangria pode ser feita de forma controlada e sem o óbito do animal, e durante a vida útil um único espécime pode render mais de 2 500 dólares americanos

## Ligas metálicas
Os cobres debilmente ligados são aqueles que contém uma quantidade inferior a 3% de algum outro elemento adicionado para melhorar as características do próprio cobre, como a maquinabilidade (facilidade de mecanização), resistência mecânica e outras, conservando a alta condutibilidade elétrica e térmica do cobre. Os elementos utilizados são estanho, cádmio, ferro, telúrio, zircônio, crômio e berílio. Outras ligas de cobre importantes são latões (zinco), bronzes (estanho), cupro-alumínios (alumínio), cuproníqueis (níquel), cuprosilícios (silício) e alpacas (níquel-zinco).

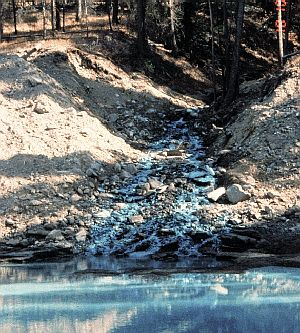
Contaminação de água por cobre

Todos os compostos de cobre deveriam ser tratados como se fossem tóxicos; uma quantidade de 30 g de sulfato de cobre é potencialmente letal em humanos.
O metal em pó é combustível, inalado pode provocar tosse, dor de cabeça e dor de garganta, recomenda-se evitar a exposição laboral e a utilização de protetores como óculos, luvas e máscaras. Os valores limites ambientais são de 0,2 mg/m³ para vapor de cobre e 1 mg/m³ para o pó e névoas. Reage com oxidantes fortes tais como cloratos, bromatos e iodatos, originando o perigo de explosões.
A água com conteúdo em cobre superiores a 1 mg/l pode contaminar as roupas e objetos lavados com ela, e conteúdos acima de 5 mg/L tornam a água colorida com sabor desagradável. A Organização Mundial da Saúde (OMS) no Guia para a qualidade da água potável recomenda um nível máximo de 2 mg/L, mesmo valor adotado na União Europeia. Nos Estados Unidos a Agência de Proteção Ambiental tem estabelecido um limite de 1,3 mg/L.
As atividades mineiras podem provocar a contaminação de rios e águas subterrâneas com cobre e outros metais, tanto durante a exploração como uma vez abandonada. O derramamento mostrado na foto provém de uma mina abandonada em Idaho. A coloração turquesa da água e rochas se deve a presença de precipitados de cobre.

## Compostos de coordenação
O cobre pertence ao grupo 11 da tabela periódica, sua configuração eletrônica no estado fundamental é [Ar] 3d10 4s1. Ele pode encontrar-se como Cu(I), Cu(II), Cu (III) ou Cu (IV), sendo o único elemento da primeira linha do bloco d que apresenta o estado de oxidação +1 estável.
Cu (I): cobre d10 e, consequentemente, diamagnético. Quando não ligado à ligantes facilmente polarizados são incolores. O cobre pode se estabilizar com um ligante π receptor. A estrutura mais comum é o tetraedro, como no complexo [Cu(py)4]+ . Complexos iônicos com halogênios apresentam diversas estruturas que dependem do cátion envolvido, por exemplo [CuCl2]- pode ser linear ou polimérico com centros tetraédricos. Cu+ forma compostos com CN-, como o sal polimérico K[Cu(CN)2], o íon trigonal planar [Cu(CN)3]2- e o íon tetraédrico [Cu(CN)4]3-.
Apesar de formar ligações com ligantes O e N (bases fortes, que possuem eletronegatividade alta e são pequenos), cobre monovalente é um metal mole, ou seja, forma ligações mais forte com bases moles (átomos menos eletronegativos e polarizáveis) como S e P . Complexos com a fosfina [Cu4I4(PR3)4] são exemplos de clusters onde o cobre se encontra nos quatro vértices de um tetraedro, os quatro ligantes fosfina se ligam aos quatro vértices do tetraedro e os quatro átomos de I se situam nas faces do tetraedro (cada I está ligado com três átomos de cobre).
Exemplo de composto com Cu(I): [Cu(η2-BH4)(dppm)], complexo com boroidreto e bis(difenilfosfina)metano (dppm). Complexos com boroidreto de cobre (I) são interessantes pois apresentam grande emprego em sínteses orgânicas e inorgânicas e como agentes redutores de várias funções presentes em compostos orgânicos. Estes complexos não são muito estáveis (necessitam ficar em baixas temperaturas). A ligação com a fosfina permite a estabilização do composto CuBH4. Apesar de formar ligações com bases duras como o O e N (possuem eletronegatividade alta e são pequenos), cobre monovalente é um íon metálico mole (grande, baixo nox), ou seja, forma ligações mais forte com bases moles, (átomos menos eletronegativos e polarizáveis), como S e P. O ânion boroidreto está coordenado ao cobre de modo bidentado, o número de coordenação do cobre é quatro e a estrutura do centro metálico é tetraédrica distorcida.
Cu (II): cobre d9, paramagnético. Forma, muitas vezes, compostos quadrado planar. Complexos com seis ligantes ocorrem em estrutura octaédrica distorcida. Geralmente dois ligantes axiais se encontram mais distantes do que os ligantes equatoriais, embora exista o inverso . Essa distorção é consequência da configuração d9 e do efeito Jahn-Teller. Em um octaedro com ligantes iguais ocorre o alongamento ou a compressão das ligações axiais. Como consequência, temos a quebra da degenerescência dos orbitais eg e t2g. Em um alongamento no eixo axial (z), os orbitais que possuem componentes em z, dz², dxz e dyz, se estabilizam (reduzem sua energia), pois a interação entre os ligantes e estes orbitais diminui, enquanto os orbitais sem componentes em z, dx²-y² e dxy, ficam mais energéticos em uma quantidade correspondente.
Devido aos elétrons desemparelhados, os compostos de Cu2+ são geralmente coloridos, existem transições d-d. Soluções de cobre apresentam, em sua maioria, a coloração azul, devido a presença dos íons [Cu(OH2)6]2+, uma exceção comum é o íon verde quase planar [CuCl4]2-, entretanto, quando diluído a cor da solução muda para o azul. Essa mudança corresponde a substituições de íons cloretos por moléculas de água . O sal azul CuSO4∙5H2O contém a unidade quadrada planar [Cu(OH2)4]2+ com dois oxigênios do ânion SO42- completando o octaedro alongado.
Complexos com halogênios incluem [CuCl3]-, [CuCl4]2- e [CuCl5]3-, mas as estruturas no estado sólido destes compostos são dependentes do contra íon envolvido. Por exemplo: [Ph4P][CuCl3] contém dímeros, enquanto o K[CuCl3] contém cadeias octaédricas distorcidas.
Em soluções aquosas o Cu2+ forma muitos complexos com amônia e aminas, como [Cu(H2O)5-n(NH3)n]2+, sendo n = 1, 2, 3 ou 4. O composto com n = 5 e/ou 6, é instável devido ao efeito Jahn-Teller. A distorção na estrutura octaédrica alonga e enfraquece a ligação entre o cobre e o nitrogênio. É possível obter o [Cu(NH3)6]2+ usando amônia como solvente.
Exemplo de composto com Cu(II): [Cu(doxiciclina)(1,10-fenantrolina)(H2O)(ClO4)](ClO4). Apresenta propriedades antitumorais que ocorre pela clivagem da molécula de DNA. O que acontece é que muitos compostos parecidos com este necessitam de outros reagentes externos para fazer essa clivagem através de reações redox. Este composto não precisa de reagentes externos. O estudo foi feito com a sintetização deste composto, verificação da composição e estrutura e foi testado em células de uma pessoa com leucemia. Foi verificado que o composto é capaz de clivar a molécula do DNA. Os resultados propõem que o composto exibe uma geometria tetragonal distorcida com dois ligantes bidentados, (1,10-fenantrolina e doxiciclina) coordenadas no plano equatorial, uma molécula de água e um íon perclorato nas posições axiais.
Cu (III): cobre d8 é considerado incomum, pois é facilmente reduzido. O composto K3[CuF6] é paramagnético, com dois elétrons desemparelhados. Os compostos de coordenação restantes são diamagnéticos e com uma estrutura quadrado planar. Exemplos desses compostos: [CuO2]- e [Cu(IO6)2]7-. Provavelmente, o uso mais importante de espécies de Cu(III) é em supercondutores de alta temperatura. Em 1987 dois pesquisadores foram laureados com prêmio Nobel de Física ("Por seu importante avanço na descoberta de supercondutividade em materiais cerâmicos"). Eles estudaram compostos com cobre como o La1.85Ba0.15CuO4. A supercondutividade surge quando um material condutor é resfriado a uma temperatura crítica bastante baixa (aproximadamente -180 °C).
Cu (IV): cobre d7 é muito raro, porém existe o composto [CuF6]2- que é produzido por fluoração de CsCuCl3 a 247 °C. O íon possui uma estrutura octaédrica distorcida (efeito Jahn-Teller).

## Produção mundial
| 1.  | Chile                          | 5,6  |
| 2.  | Peru                           | 2,4  |
| 3.  | China                          | 1,6  |
| 4.  | República Democrática do Congo | 1,3  |
| 5.  | Estados Unidos                 | 1,3  |
| 6.  | Austrália                      | 0,96 |
| 7.  | Zâmbia                         | 0,79 |
| 8.  | México                         | 0,77 |
| 9.  | Rússia                         | 0,75 |
| 10. | Cazaquistão                    | 0,70 |
| 14. | Brasil                         | 0,36 |

Fonte: INews.